# Eugrapheus perroti
Eugrapheus perroti là một loài bọ cánh cứng trong họ Cerambycidae.